# Alou Alkhanov
Alou Dadashevich Alkhanov (en russe : Алу Дадашевич Алханов) est un homme d'État tchétchène russe né le 20 janvier 1957 en République socialiste soviétique kazakhe. Il est président de la République de Tchétchénie du 30 août 2004 au 15 février 2007.

## Biographie
La famille d'Alkhanov est déportée en 1944 par Staline au Kazakhstan, comme la majorité du peuple tchétchène. Elle y vit jusqu'en 1957, l'année de la naissance d'Alkhanov. Il fait des études, après son service militaire, à Moguilev à l'école de la police du transport. En 1984, il commence sa carrière dans la police, puis part pour Rostov-sur-le-Don continuer sa formation à l'école supérieure de police du ministère de l'Intérieur, où il se spécialise en droit. Il fait ensuite carrière au sein des structures du ministère de l'Intérieur soviétique de la République de Tchétchénie-Ingouchie. Il dirige en second le service des transports de Tchétchénie. 
Pendant la première guerre de Tchétchénie, il combat dans les forces fédérales et reçoit l'Ordre de la bravoure, pour sa participation à la défense de Grozny contre les séparatistes. Il part ensuite de Tchétchénie, jusqu'en 2000.
D'avril 2003 à septembre 2004, il est ministre de l'Intérieur de la République de Tchétchénie. Alkhanov a le rang de général-major de la milice (police) russe.
Alou Alkhanov est élu président de la République tchétchène au suffrage universel le 1er septembre 2004 (avec plus de 67 % des voix), après la mort d'Akhmad Kadyrov.
Il démissionne le 15 février 2007 de son poste de président de la République tchétchène et devient le même jour vice-ministre de la Justice de Russie.